# Priscila Crivocapich
Priscila Crivocapich (Neuquén; 1 de mayo de 1983) es una modelo, periodista deportiva y conductora argentina. Ha caminado las pasarelas de Buenos Aires, Milán, Roma y Nueva York (entre otras) para renombrados diseñadores y protagonizado numerosas producciones fotográficas para diversas revistas, en su país (siendo portada en muchos casos) y en el exterior, además de haber sido el rostro elegido para campañas publicitarias de importantes marcas. Actualmente prioriza su carrera como periodista deportiva y conductora de televisión.

## Biografía
Priscila, de ascendencia yugoslava/montenegrina y fruto del matrimonio entre un teniente coronel retirado y una maestra jardinera, es la mayor de otras tres hermanas mujeres: Eliana, Micaela y Lucila (quien también es modelo). Estudió en el Colegio Nuestra Señora de la Misericordia en San Nicolás donde se radicó su familia desde 1998 y luego, en Buenos Aires y en diferentes etapas, diseño de indumentaria y periodismo deportivo. Se casó en 2004 y tras su divorcio, formó pareja con el baloncestista argentino Selem Safar, de quien se separó "repentinamente" luego de casi tres años juntos, y en medio de una disputa por dinero de ella. En 2018 fue ampliamente difundido el romance que Priscila tuvo con el reconocido ilusionista estadounidense Chriss Angel Romance que duró pocos meses ya que el ilusionista radicaba en Las Vegas y ella en Argentina. Junto a otras modelos argentinas como Pamela David, Isabel Macedo y Romina Gaetani, en 2008 había demandado con éxito a los buscadores Google y Yahoo!, que fueron obligados a restringir que se asociase su nombre e imagen con sitios de temática erótica.

### Carrera como modelo
Priscila se encontraba trabajando en un torneo de golf en el que la suerte también situó al reconocido representante de modelos y productor de eventos, Pancho Dotto, quién la abordó para ofrecerle una prueba en su agencia. Ella, que ya residía en Buenos Aires, no desaprovechó la chance de convertirse en poco tiempo en una modelo internacional. Su primer viaje de trabajo fue a Milán, en donde se quedó varias semanas. Más tarde llegaría también a desfilar por las pasarelas de Miami, Berlín, Roma, Punta del Este y New York, ciudad a la que se mudó luego de cambiar de agencia (de Dotto a Multitalent) Realizó desfiles para Gucci, Thierry Mugler, Krizia, Ivanka, Falabella y publicidades gráficas variadas son parte de su experiencia como modelo, que incluye una larga lista de trabajos en su país.

### Carrera en la televisión
Priscila estudió periodismo deportivo y decidió que continuaría su carrera en los medios. Ha sido notera del canal Fashion TV, del programa Tendencia y del ciclo ESPN Redes, para luego sumarse como columnista en el envío Central FOX. Fue panelista del programa Confrontados, en el Canal 9. También ha pasado por la radio, desempeñándose como coconductora del ciclo Ciudadano Común, en FM Delta junto a Horacio Cabak. En el 2022, trabajó en los noticieros Buenos Días América, Vivo el Sábado y América Noticias en ambas señales de A24 y América TV. Actualmente se desempeña como conductora en el programa Nada más en el streaming de Telefe y en Gol de media noche por la pantalla de Telefe, los lunes a la medianoche.